# Église Saint-Gildas de Pénestin
L'église Saint-Gildas est un lieu de culte catholique situé dans la commune de Pénestin, dans le département français du Morbihan.

## Présentation
L'église Saint-Gildas est construite et consacrée en 1880. Édifiée selon l'architecture néogothique, elle prend la place d'une église plus ancienne qui se situait dans l'actuel cimetière et qui était aussi dédiée à saint Gildas.
Inaugurée dans le pré appelé « Billy », cette église possède plusieurs statues, dont une qui représente saint Gildas, le saint patron de la commune. Elle présente un porche triangulaire qui la distingue des autres églises de la région. Sur les piliers de la nef, les chapiteaux sont ornés de motifs floraux. Les vitraux illustrent la vie du Christ ou celle de saint Gildas. Les deux bras du transept contiennent chacun un autel en bois du XIXe siècle. Le bas du mur du chœur est lambrissé.

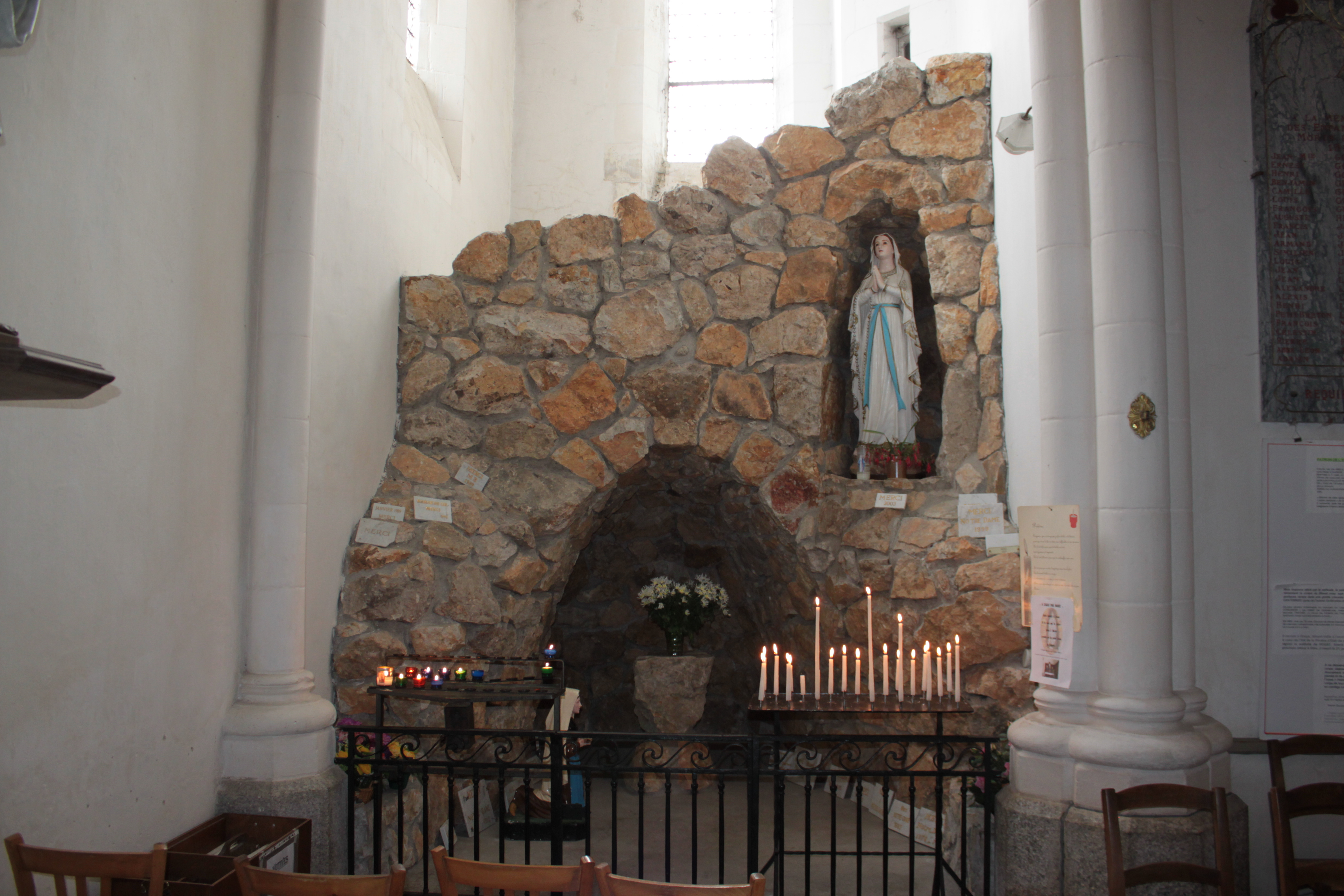
Évocation de la grotte de Massabielle